# Myxexoristops hertingi
Myxexoristops hertingi är en tvåvingeart som beskrevs av Louis-Paul Mesnil 1955. Myxexoristops hertingi ingår i släktet Myxexoristops och familjen parasitflugor. Inga underarter finns listade i Catalogue of Life.